# .sn
.snは国別コードトップレベルドメイン（ccTLD）の一つで、セネガルに割り当てられている。